# Willemswerf
Willemswerf is de naam van een kantoorpand in Rotterdam. Het gebouw is gelegen aan de Nieuwe Maas, op het adres Boompjes 40. Het gebouw met de markante architectuur werd ontworpen door de Amsterdamse architect Wim Quist. De opdrachtgevers waren Koninklijke Nedlloyd Groep N.V. en AMEV Levensverzekering N.V. In april 1984 startte de bouw en vier jaar later werd het opgeleverd. Het gebouw is 94,5 meter hoog. In totaal heeft Willemswerf een bruto vloeroppervlakte (bvo) van 37,000 m². De eerste vier verdiepingen, met uitzondering van de lobby, vormen een parkeergarage met plaats voor 400 auto's. In totaal heeft het gebouw 90 miljoen gulden gekost.

## Architectuur
De gevel van het witte gebouw wordt onderbroken door een hellend in glas uitgevoerd trapezium dat over de volle lengte van de gevel als een diagonale 'knip' het bouwlichaam in twee delen verdeelt: het ene smal, het ander breder. Hier geeft architect Quist een bijzondere invulling aan de eisen die het uiterst kleine bouwterrein tussen Boompjes aan de voorzijde (zuidzijde), Hertekade aan de achterzijde (noordzijde) en André van der Louwbrug aan de oostzijde stelde ten aanzien van de organisatie van het gebouw.
Zo’n groot gebouw op zo’n klein bouwterrein maakt het noodzakelijk dat men de hoogte ingaat. Quist heeft het concept in slechts drie weken vastgelegd.

## Gebruik
Tot 2004 was Willemswerf het hoofdkantoor van logistiek concern Koninklijke Nedlloyd N.V. terwijl enkele stafafdelingen en 'Fleet Operations' van de Anglo-Nederlandse containerrederij P&O Nedlloyd hier van 1997 tot 2005 gevestigd waren. Nadat laatstgenoemd bedrijf in augustus 2005 door de Deense rederij Maersk werd overgenomen zetelt hier het Nederlandse hoofdkantoor van Maersk. Sinds dinsdag 13 februari 2006 prijkte op de gevel, aan het boveneinde van de 'knip', het logo van Maersk: een witte zevenpuntige ster tegen een blauwe achtergrond. Sinds maandag 24 augustus 2009 is ditzelfde logo te zien op de rechterbovenzijde van de gevel: daar waar voorheen het logo van Nedlloyd -een oranje knoop- hing.

## Trivia
Het gebouw is het decor van meerdere films geweest. Zo gleed de martial arts ster Jackie Chan uit Hongkong, van de 'knip' in de gevel in zijn actiefilm 'Who Am I'. En het gebouw was de locatie van een reclamespot voor FIAT Punto.